# Delta Air Lines

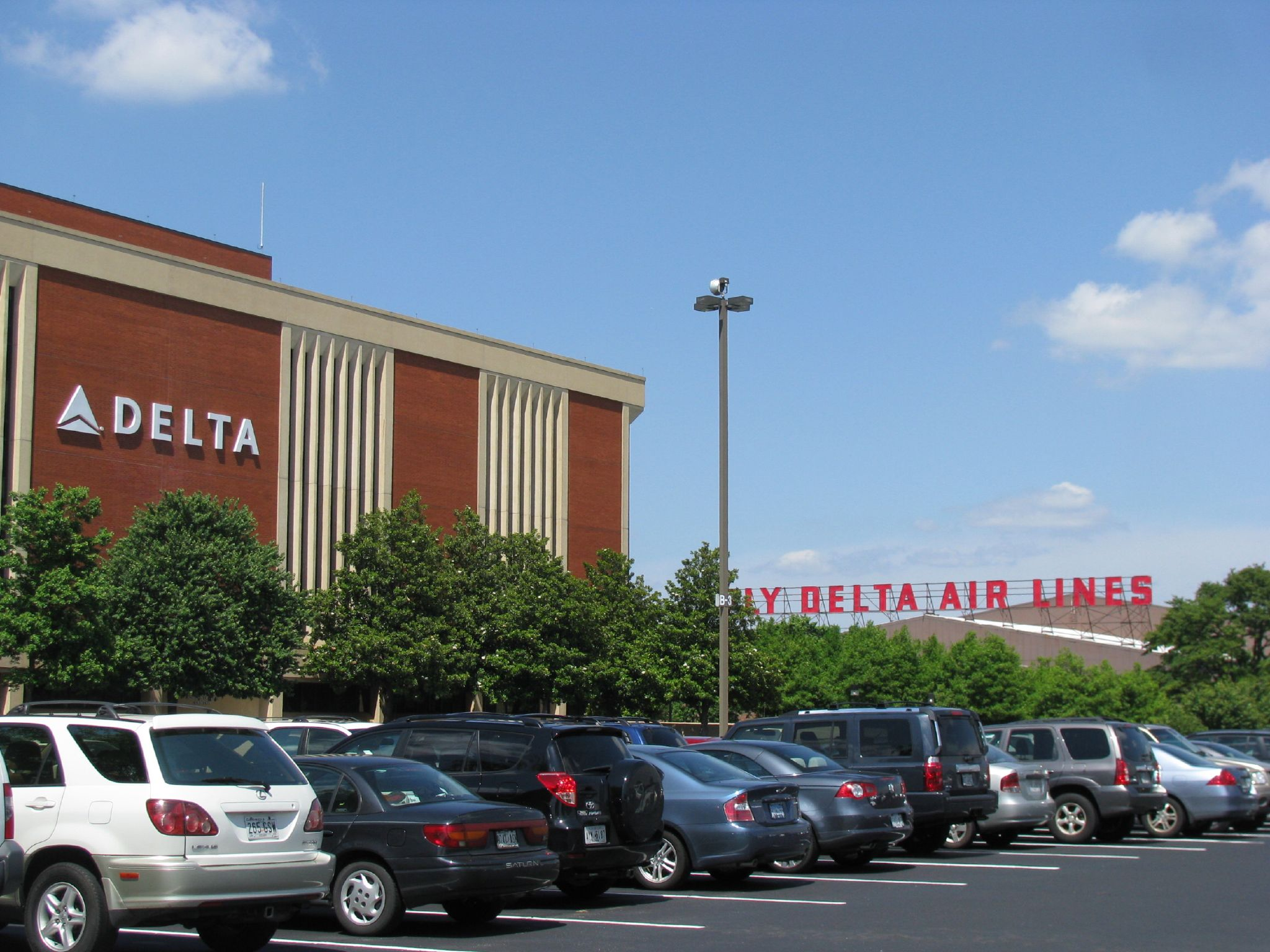
Delta Air Lines building

A Delta Air Lines (IATA-kódja: DL, ICAO-kódja: DAL, hívójele: Delta) egyesült államokbeli légitársaság, melynek székhelye a georgiai Atlantában van. Kiterjedt belföldi és nemzetközi légihálózatot üzemeltet, 62 ország 334 célpontjára repül, áthidalva Észak- és Dél-Amerikát, Európát, Ázsiát, Afrikát, a Közel-Keletet és a Karib-térséget. 2016 óta a Delta az egyetlen amerikai légitársaság, amely közvetlenül Afrikába is szállít utasokat.
2008. október 29-én a Delta és a Northwest Airlines fúziójából létrejött a világ akkori legnagyobb légitársasága. 2009 februárjában megkezdték a beszállókapuk és a jegypénztárak egységesítését azokon a repülőtereken, ahonnan mindkét társaság üzemeltetett járatokat. Az összehangolás kb. 2010-ben történt meg. Az utasforgalmat és bevételt tekintve a Delta ma a világ második legnagyobb légitársasága.
A Delta a SkyTeam légiszövetség alapító tagja, továbbá a szövetség két másik légitársaságával, az Air France-KLM csoporttal és az Alitaliával együtt egy bevétel- és profitmegosztó transzatlanti vegyesvállalat része. Hasonló vegyesvállalatot alakított a Virgin Atlantic-kal együtt is.
2019-ben a Delta átvette első példányát a megrendelt 90 darab A220-as típusból ezzel az első Észak-Amerikai üzemeltetője lett. 2019-ben várhatóan összesen 20 gépet vesz át a légitársaság a kisebbik, 100-as típusból. Az A220 rövidebb törzsű, -100-as változatát 109 utasra székezve állította forgalomba a légitársaság, a fedélzeten 12 első osztályú, 15 Delta Comfort+ kialakítású és 82 turista ülőhely kapott helyet, mindegyik támlájában van beépített képernyő. A hosszabb törzsű 300-asokat 2020 kezdi átvenni az Airbustól. A gépek az öreg Boeing 717-esket váltják majd le.
|  |

## Balesetek
A Delta Air Lines 191-es járatának balesete: a 191-es menetrendszerű járat volt a floridai Fort Lauderdale-ből Los Angelesbe, dallasi útmegszakítással. Az 1985. augusztus 2-án történt szerencsétlenség során a dallasi repülőtérre való leszálláskor a gép viharba keveredett, belerepült egy hatalmas szélnyírásba, és az intenzív légáramlat a földre rántotta. Kisodródott az autópályára, és letarolt egy autót, amelynek a vezetője életét vesztette. A fedélzeten 136 ember lelte halálát, miközben a gép tovább sodródott, nekiütközve villanyoszlopoknak, amik darabokra szakították, és a végén kigyulladt.